# Citadellet (film)
Citadellet är en brittisk dramafilm från 1938 regisserad av King Vidor. Filmen är baserad på en roman av A.J. Cronin.

## Rollförteckning (urval)
- Robert Donat - Dr. Andrew Manson
- Rosalind Russell - Christine Barlow
- Ralph Richardson - Dr. Philip Denny
- Rex Harrison - Freddie Hampton
- Emlyn Williams - herr Owen
- Penelope Dudley Ward - Toppy LeRoy
- Francis L. Sullivan - Ben Chenkin
- Mary Clare - fru Orlando
- Cecil Parker - Charles Every
- Percy Parsons - Richard Stillman
- Basil Gill - Dr. Edward Page
- Dilys Davis - Blodwen Page
- Joss Ambler - Dr. Llewellyn
- Nora Swinburne - Fru Thornton
- Edward Chapman - Joe Morgan
- Athene Seyler - dam Raebank
- Felix Aylmer - herr Boon
- Elliott Mason - distriktssköterska
- Joyce Bland - sjuksköterska Sharp
- Eliot Makeham - Dai Jenkins